# Burgau SG
| SG ist das Kürzel für den Kanton St. Gallen in der Schweiz. Es wird verwendet, um Verwechslungen mit anderen Einträgen des Namens Burgau zu vermeiden. |

Burgau ist eine Siedlung in der Gemeinde Flawil im Ostschweizer Kanton St. Gallen mit ungefähr 120 Einwohnern und etwa 35 Häusern. Burgau gleicht mit seinen historischen Holzbauten einem mittelalterlichen Städtchen und hat ein Ortsbild von nationaler Bedeutung.

## Lage
Burgau liegt zwei Kilometer östlich von Flawil unweit der Bahnstrecke nach Gossau, 300 Meter von der Glatt entfernt.

## Geschichte
Burgau wurde im Jahr 964 erstmals urkundlich erwähnt. 1079 gab es eine erste Wehranlage über die Glatt.
1166 begann die Herrschaft der Gielen von der Glattburg. Mit der sogenannten Burgauer Offnung, einem Rechtsbuch, das überlieferte Gewohnheiten festhielt, «einigten sich 1469 die Gerichtsgenossen des Niedergerichts Burgau mit ihrem Gerichtsherrn, dem Ritter Rudolf IX. Giel von Glattburg auf 114 Bestimmungen». Die Herrschaft und Gerichtsbarkeit ging 1486 an das Stift St. Gallen.
In der äbtischen Vogtei Schwarzenbach bildete Burgau ein eigenes Niedergericht. Die benachbarten Orte Oberglatt, Raaschberg und Alterswil gehörten dagegen zum Gericht Magdenau.
In Burgau lebten damals 19 Familien.
1632 erfolgte der Bau des Gerichtshauses durch Ammann Peter Moosberger, ein Vorfahre des heutigen Besitzers und des Dichters C. F. Meyer. 1639 erfolgte ein Anbau der Gerichtsstube. Die Leinwandhändler Egli und Stadler aus Burgau bewirkten 1783 durch Geldspenden den Kirchenbau in Oberglatt.
Die Médiation brachte 1803 die Auflösung des Gerichts. 1825 bildet sich die Dorfkorporation Burgau. 1890 folgte eine Schulverschmelzung mit der Schulgemeinde Flawil.
Um 1900 wohnten in Burgau 185 Personen, die meisten lebten von der Landwirtschaft sowie von der Weberei und Stickerei (Hausindustrie).
Die Verschmelzung der Dorfkorporation Burgau mit der politischen Gemeinde war im April 1953. Mit einem Dorffest wurde 1964 das 1000-jährige Bestehen des historischen Weilers gefeiert.
Heute präsentiert sich Burgau als reiner Wohnort.
Direkt bei Burgau im Burgauerfeld ⊙ wurde Kies für den Hoch- und Tiefbau gewonnen. Tätig war hier zuletzt die Herbag AG als Nachfolgerin von Jakob Heer. Aufgeschüttet werden die Gräben seit 1995 durch Schlacke und Asche aus Müllverbrennungen des Zweckverbands Abfallverwertung Bazenheid (ZAB) und dem Verband für Kehrichtverbrennung Thurgau.

## Sehenswürdigkeiten
Burgau zeigt zusammen mit Werdenberg als einziger Ort im Kanton St. Gallen historische Holzbauten, die geschlossen in Erscheinung treten. Im Weiler mit seinem bäuerlich-kleinstädtischen Gepräge sind fast alle Haustypen des 17. und 18. Jahrhunderts vertreten:
der Ständerbau mit Holz- oder Steinausfachung und besonders häufig der offene, verschindelte oder vertäferte Strickbau mit regionaltypischer Klebdachfront (Toggenburger Häuser).

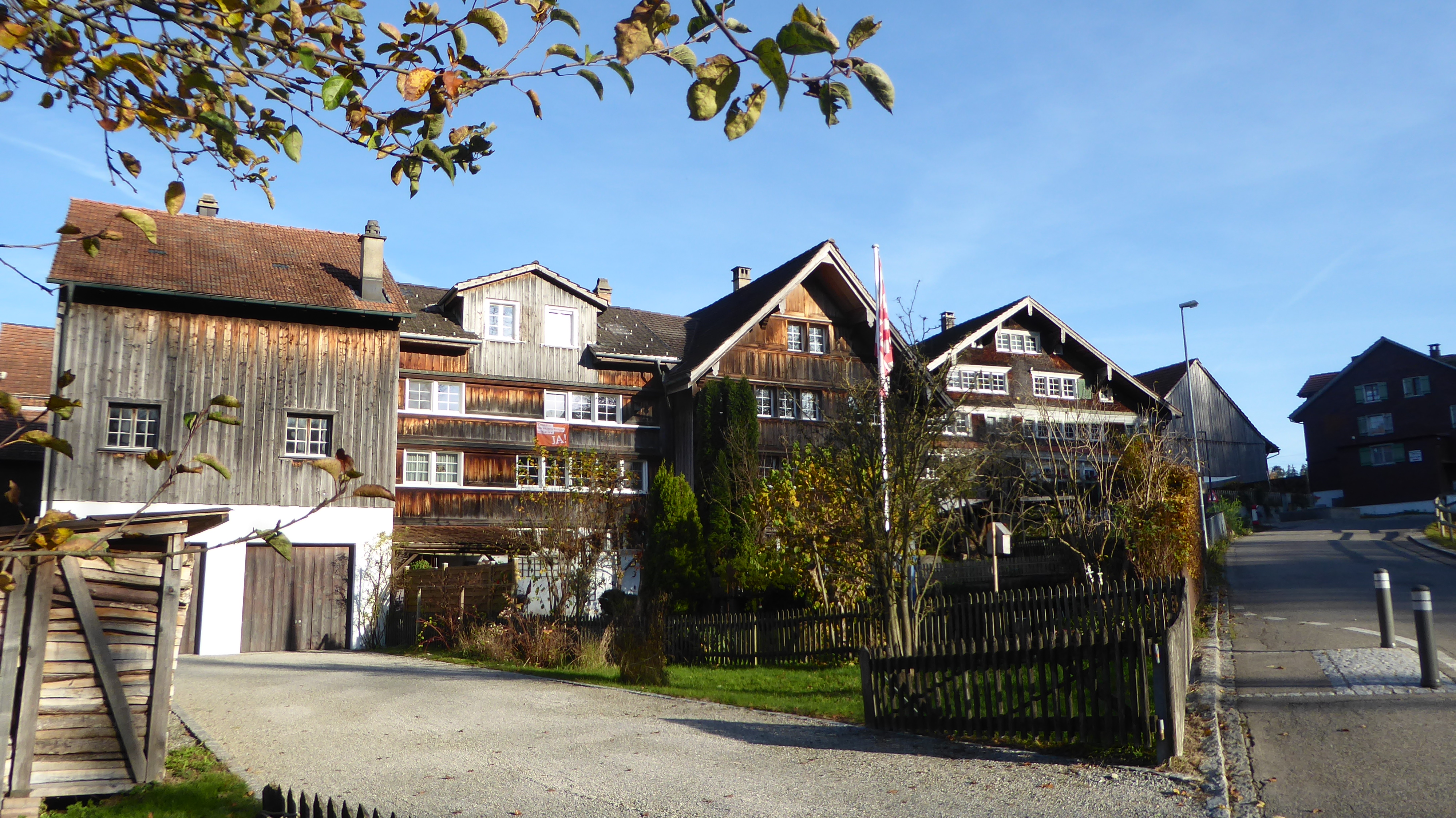
Viele Stubenfronten der südost- bis südwestorientierten Holzhäuser sind sonnengebräunt und zum Teil verwittert.
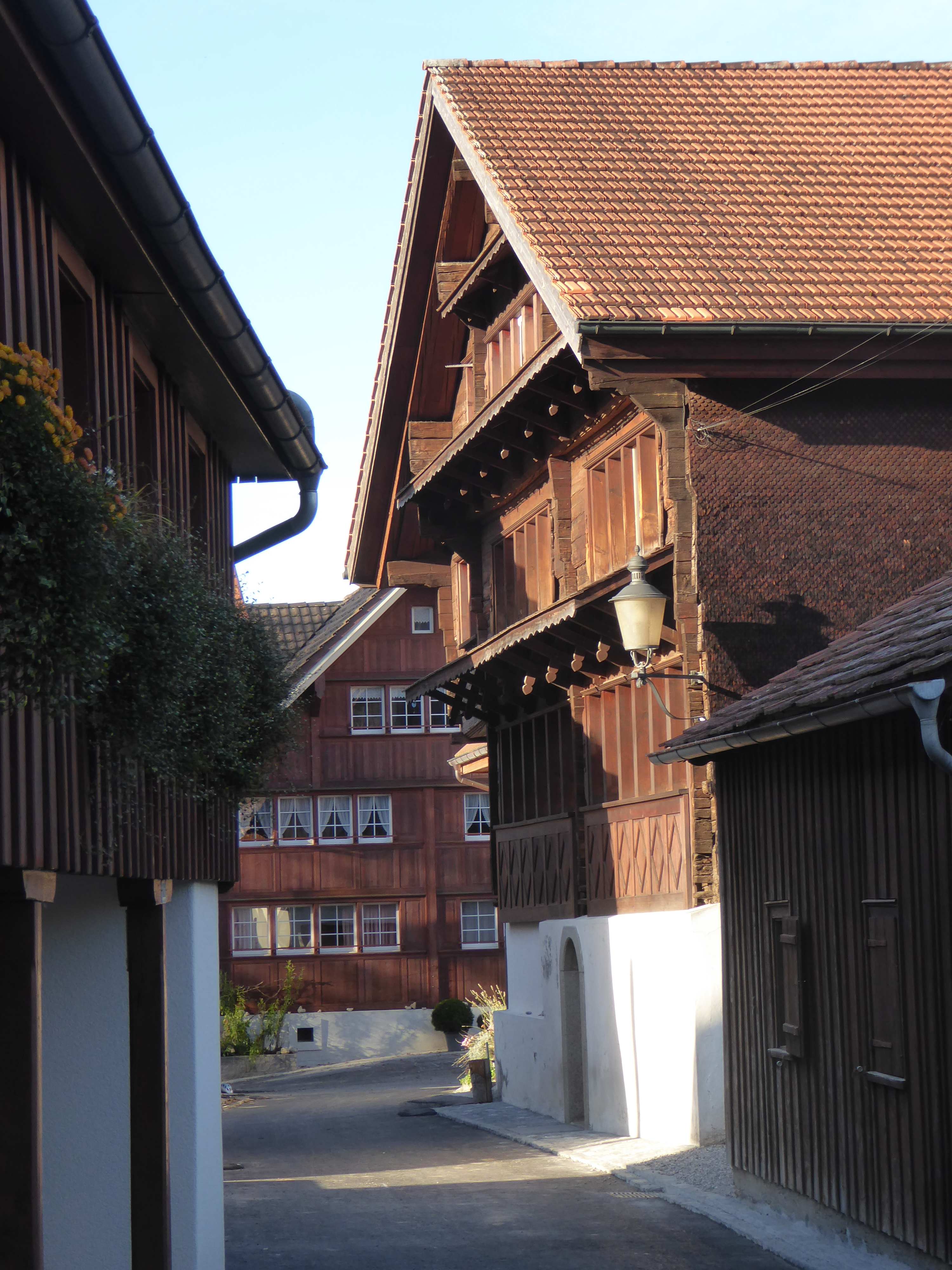
Das Bild der schmalen Rathausgasse prägen Holzhäuser, die zum Teil renoviert und dabei dunkelbraun gestrichen wurden.
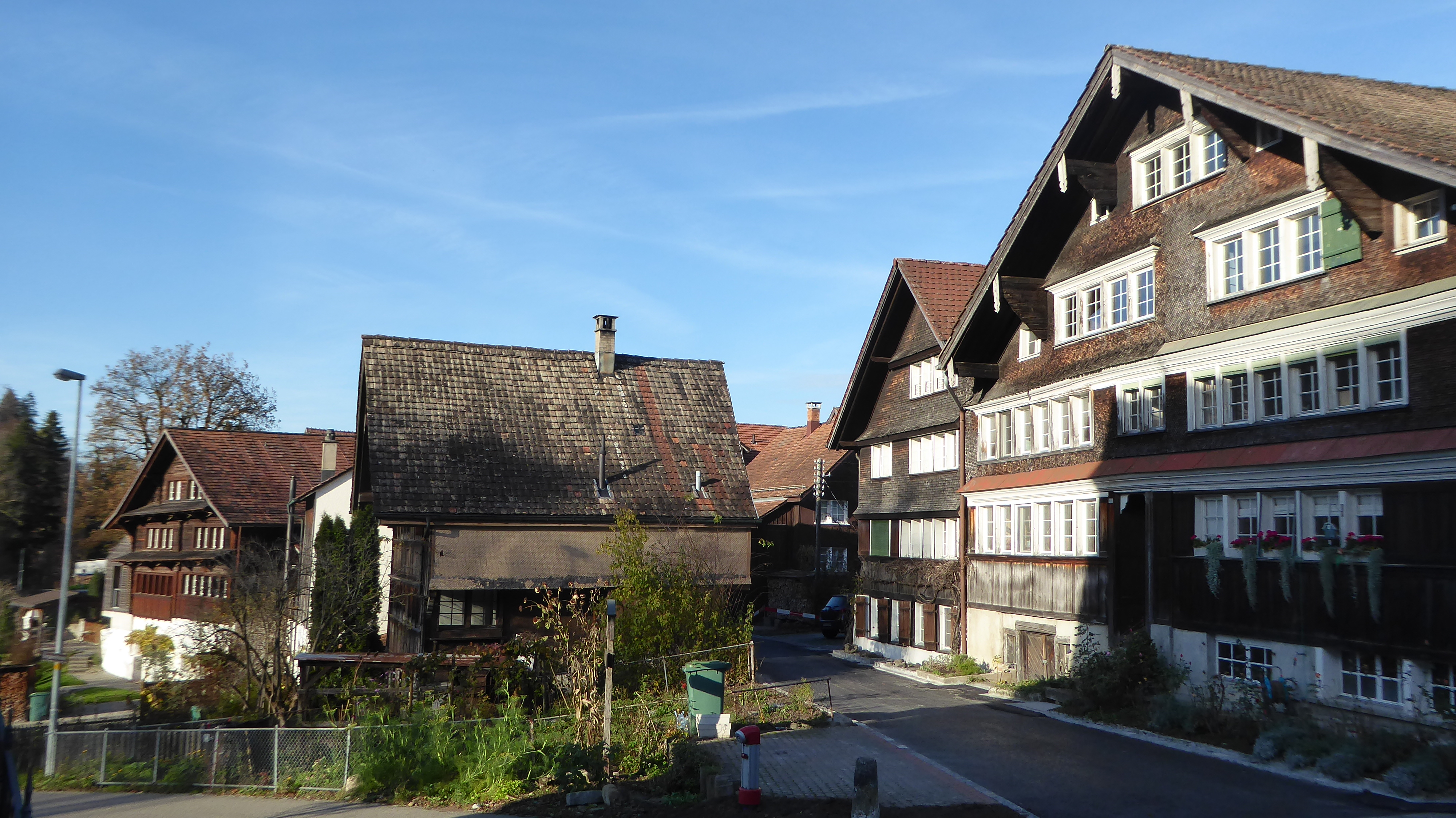
In der engen Rathausgasse gibt es kaum begrünte Vorbereiche.
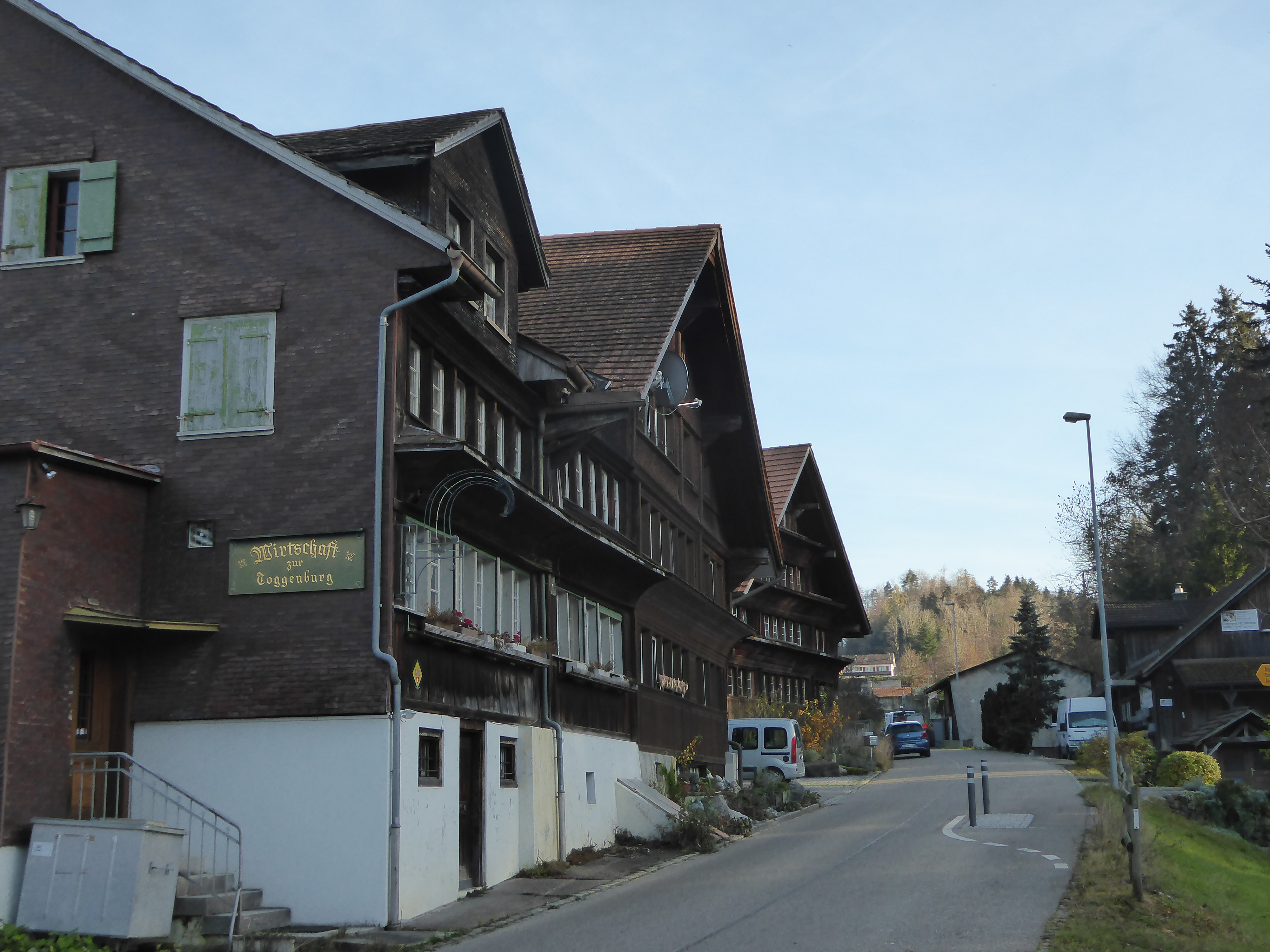
Gasthaus «Toggenburg» in ländlichen oberen Burgau, wo grössere Gärten zu finden sind.
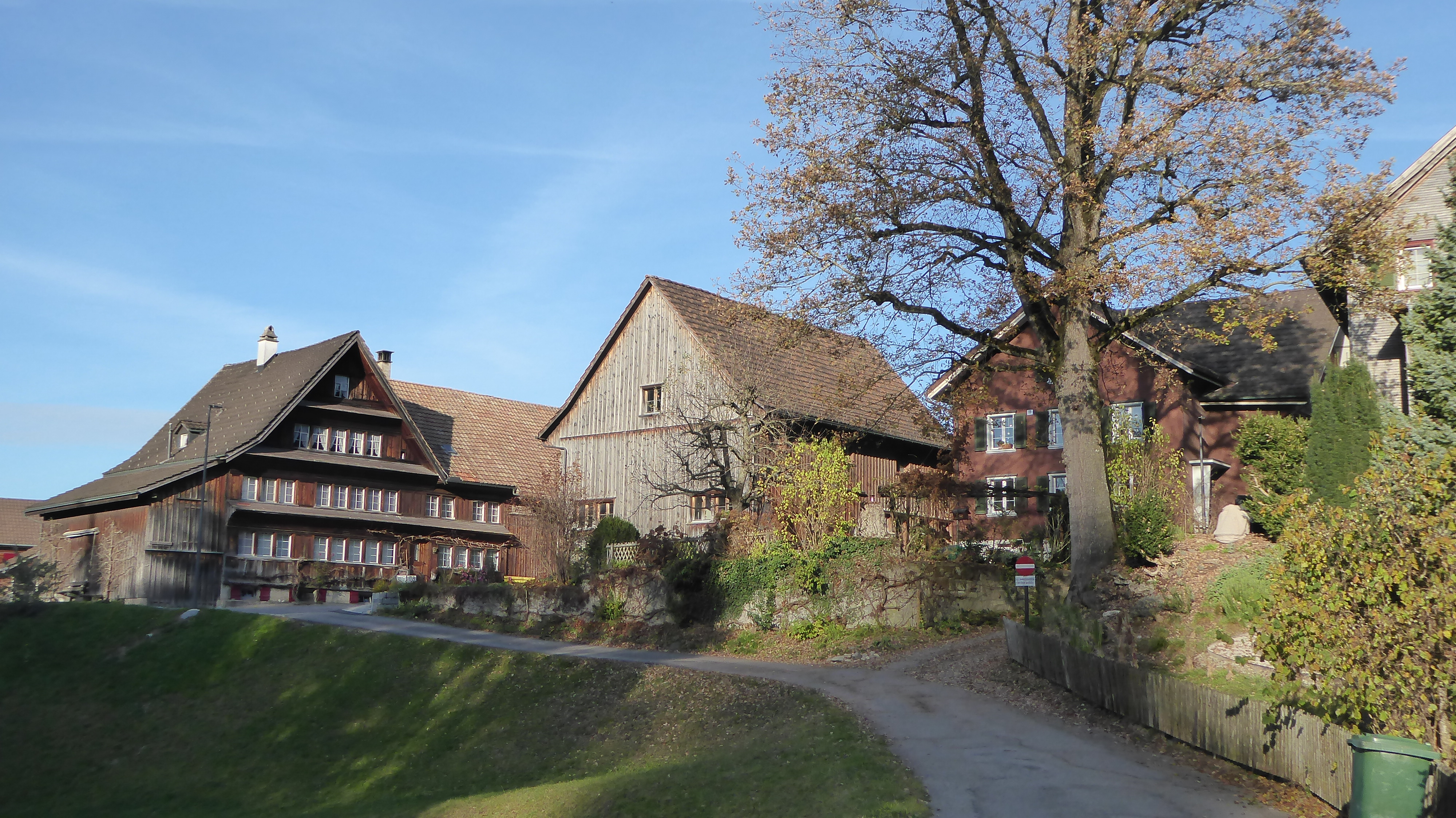
Einzelne angebaute oder wie hier frei stehende ehemalige Ökonomiegebäude tragen positiv zum Ortsbild bei. Mathias-Steigerstrasse
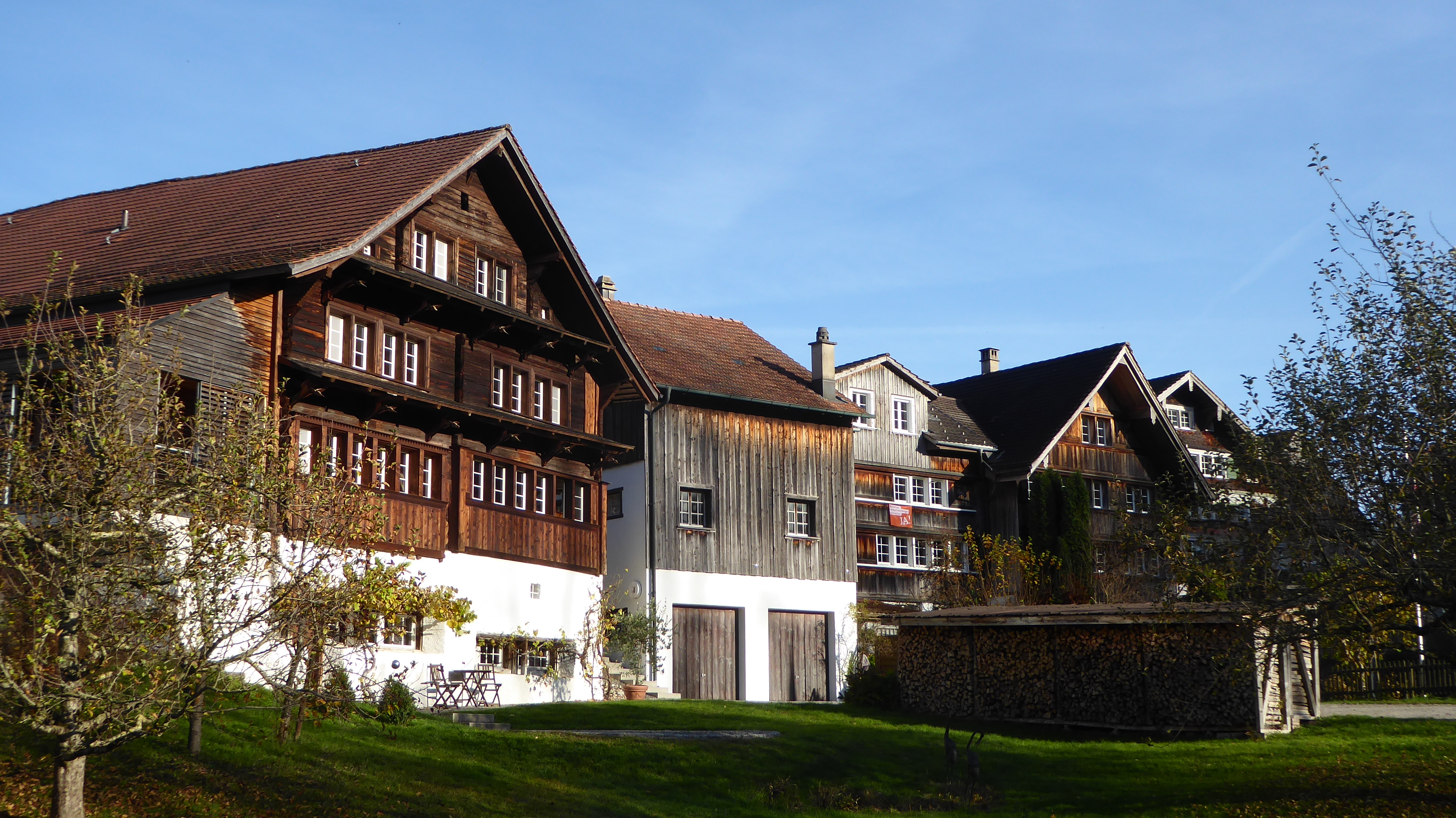
Der flache Giebelbau des Rathauses (links im Bild, Rückseite des Gebäudes) hat volumetrisch keine Dominanz im Ort.

### Altes Rathaus
Das alte Rathaus von 1639 im Kern des historischen Weilers ist eines der ältesten Fachwerkhäuser des Kantons St. Gallen.
Die Riegelkonstruktion des Obergeschosses beherbergt die Gerichtsstube und symbolisiert die früher eigene Gerichtsbarkeit Burgaus. Das alte Rathaus ist als Kulturgut von nationaler Bedeutung geschützt.
Das alte Rathaus weist viele Ähnlichkeiten mit dem kurz davor erbauten «Alten Rathaus» im Schwänberg bei Herisau auf.

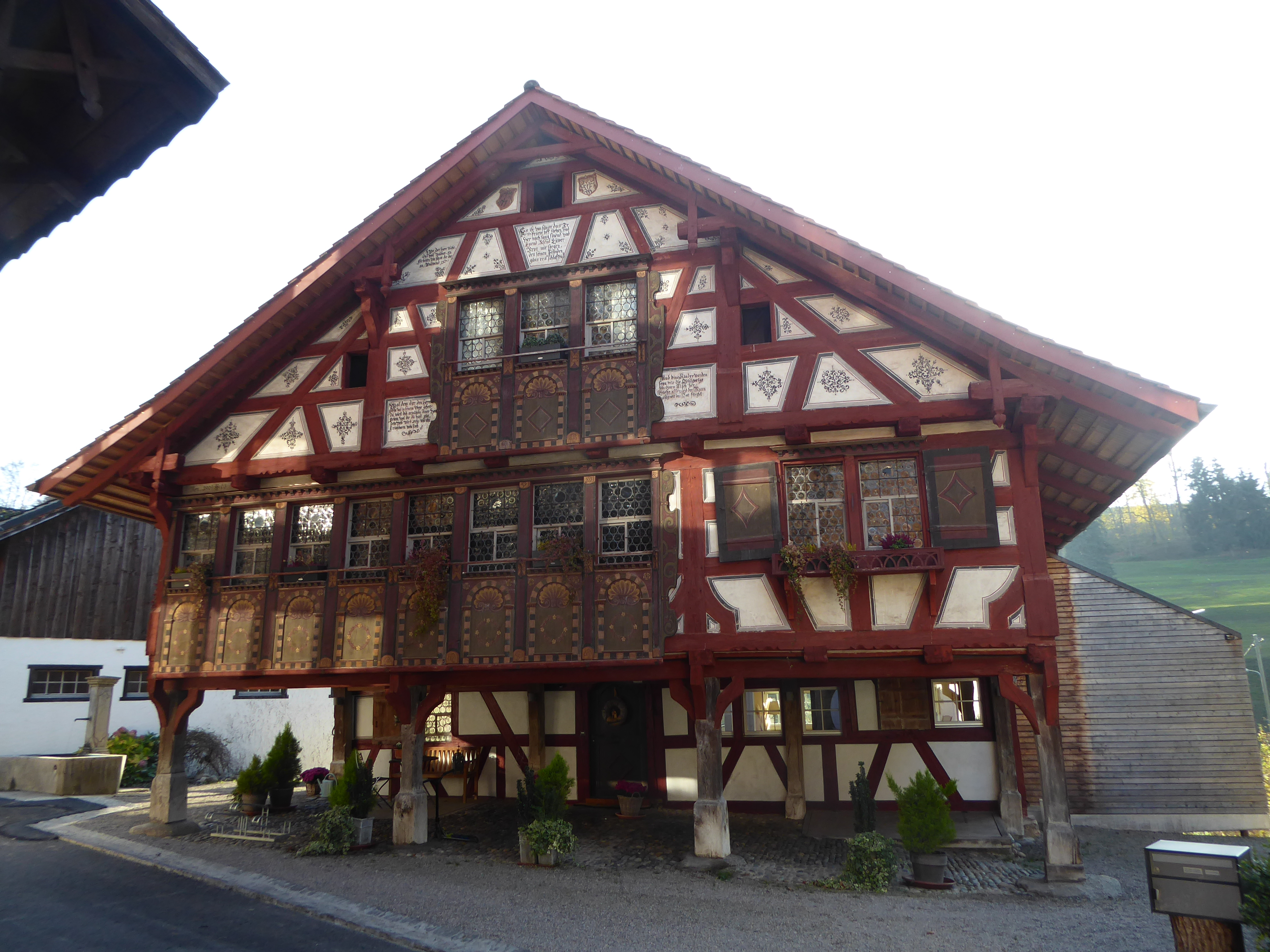
Die Gassenseite des alten Rathauses ist in dekorativem Riegelwerk erstellt.
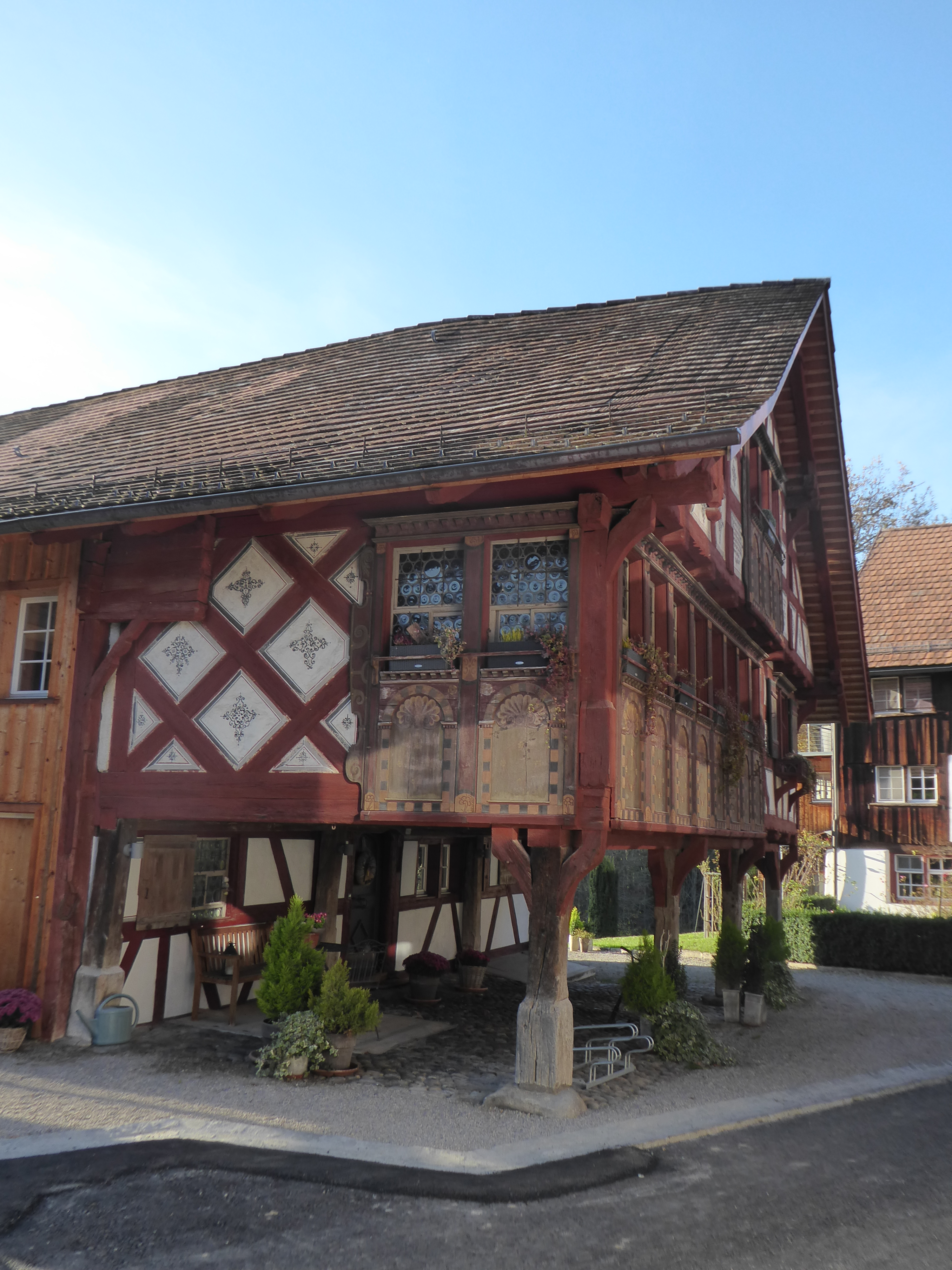
Das vorspringende, von vier kräftigen Holzstützen getragene Obergeschoss ergibt eine offene Laube.
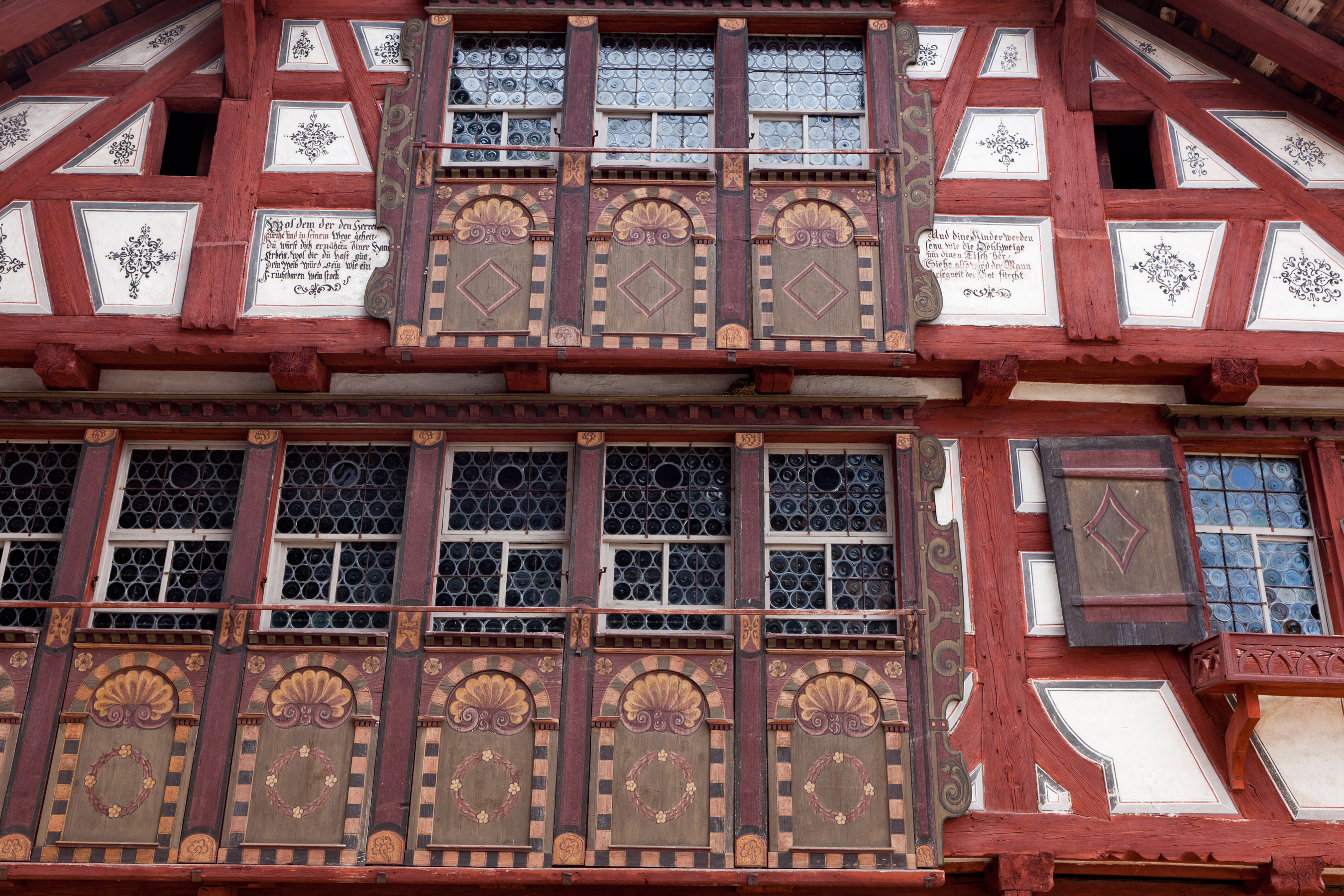
Die vertäferten Zugladenkästen auf der Gassenseite sind bemalt.
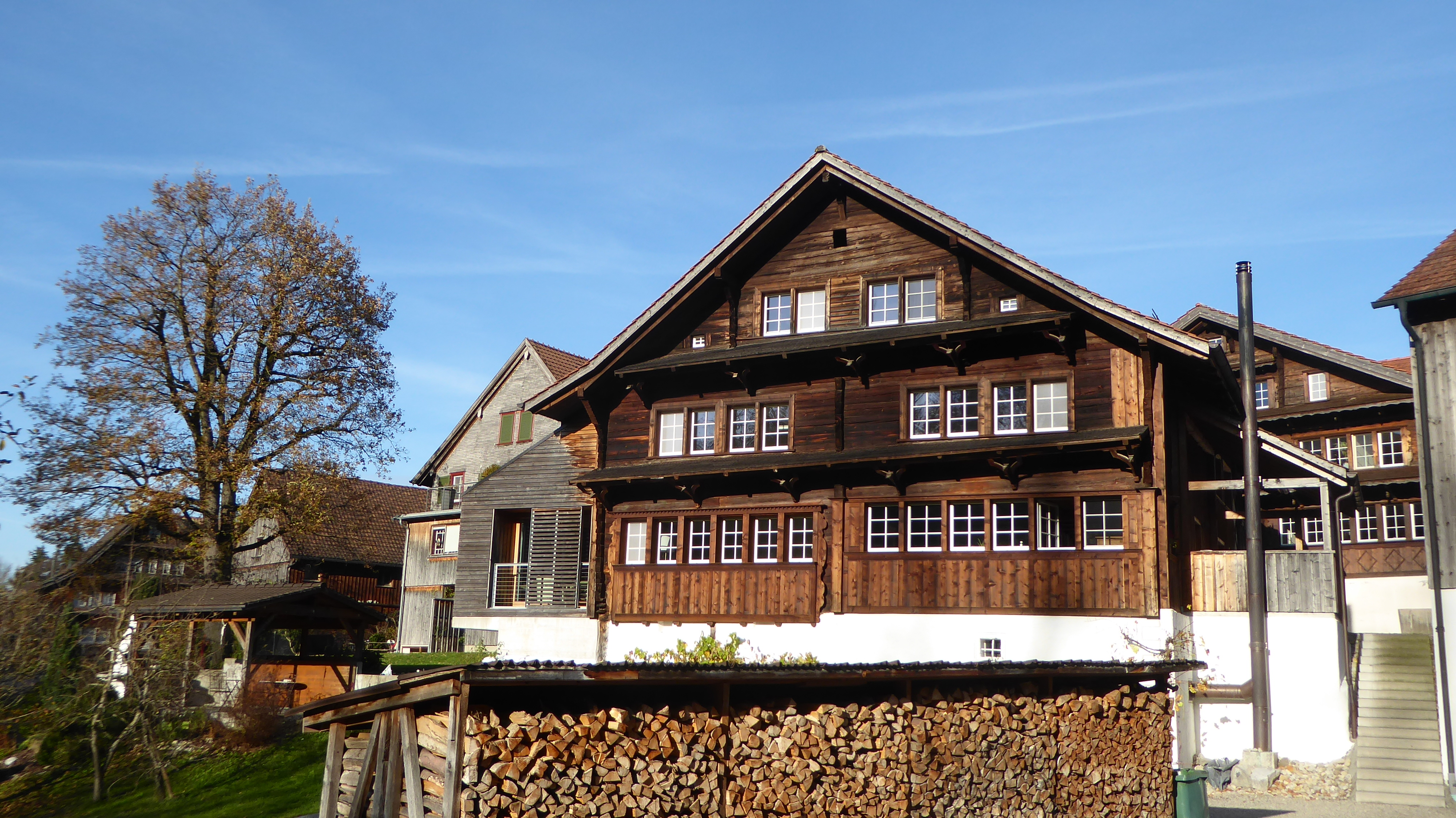
Gartenseitig unterscheidet sich das alte Rathaus nicht von den anderen Holzhäusern Burgaus.